# Argyle, Wisconsin
Argyle là một làng thuộc quận Lafayette, tiểu bang Wisconsin, Hoa Kỳ. Năm 2006, dân số của làng này là 823 người.